# Sarma Nauli
Sarma Nauli is een bestuurslaag in het regentschap Tapanuli Tengah van de provincie Noord-Sumatra, Indonesië. Sarma Nauli telt 807 inwoners (volkstelling 2010).